# Ablerus amarantus
Ablerus amarantus är en stekelart som beskrevs av Girault 1932. Ablerus amarantus ingår i släktet Ablerus och familjen växtlussteklar. Inga underarter finns listade i Catalogue of Life.